# Pulsarus
Pulsarus – śląski zespół jazzowy powstały w lecie 2003 roku, od 2006 roku działający jako trio: Dominik Strycharski (zelektronizowane flety proste, wokal, elektronika, lider), Jakub Rutkowski (bębny akustyczne i elektroniczne), Aleksander Papierz (saksofony). Zadebiutował w maju 2005 roku płytą Digital Freejazz wydaną przez Tone Industria. Pulsarus wystąpił na festiwalu Art Rhytmic Depot w Gdańsku w 2005 roku i dwukrotnie na Warsaw Summer Jazz Days (w 2005 i 2006), a także na JAZ festiwalu w Zabrzu oraz Slot Art Festiwal. 1 grudnia 2006 miała premierę druga płyta, nagrana przy gościnnym udziale saksofonisty Aleksandra Papierza, który zastąpił Piotra Rachonia w stałym składzie grupy, i Tomasza Gwincińskiego. Album Squared Rotoscope wyprodukował Piotr Pawlak. Obecny stały skład zespołu to Dominik Strycharski, Aleksander Papierz, Jakub Rutkowski.
W czerwcu 2009 ukazała się trzecia płyta tria FAQ. Tym razem do współpracy z triem zaproszeni zostali specjalni goście, Mikołaj Trzaska, Adam Pierończyk, Wojciech Waglewski, oraz Jan Peszek.
W marcu 2014 ukazuje się czwarta płyta w septecie "Bee Itch" dla wytwórni For Tune. Obecny skład:
- Dominik Strycharski -- flety: sopranowy, altowy i tenorowy
- Tomasz Dąbrowski -- trąbka, balkan horn
- Aleksander Papierz -- saksofon altowy
- Ray Dickaty -- saksofon tenorowy
- Stefan Orins -- fortepian elektryczny
- Jacek Mazurkiewicz -- kontrabas
- Jakub Rutkowski -- perkusja

Zespół zagrał między innymi na Warsaw Summer Jazz Days, Avant Festival, Art Depot, Slot Art Festival, Transvisualia, Kino na Granicy, na Festiwalu Malta, w Berlinie dla Centrum Kultury Polskiej, Era Nowe Horyzonty, w Recklinghausen, a także w wielu klubach (Hipnoza, Akwarium, Żak, Firlej, Rura, Harris).
W sierpniu 2009 do utworu z płyty powstanie film który zostanie stworzony przez reżysera Michała Zadarę, oraz dramatopisarza i dramaturga Pawła Demirskiego.

## Dyskografia
- Digital Freejazz (2005)
- Squared Rotoscope (2007)
- FAQ (2009)
- Bee Itch (2014)